# Patrick Nullens
Patrick Nullens (Leuven, 1964) is een Belgisch theoloog en ethicus. Hij werd in 1998 hoogleraar Systematische Theologie en Ethiek aan de Evangelische Theologische Faculteit in Leuven, België en was van 2007 tot 2018 ook rector van deze instelling. Sinds 2021 is hij tevens bijzonder hoogleraar voor Ethisch Leiderschap en Menswaardige Samenleving aan de Universiteit voor Humanistiek in Utrecht.

## Levensloop
Nullens studeerde theologie aan de Evangelische Theologische Faculteit, Leuven. In 1986 werd hij benoemd als legerpredikant bij de Belgische Luchtmacht. Na twee jaar keerde hij terug naar de Faculteit om daar docent te worden. Tegelijkertijd kreeg hij een aanstelling tot predikant bij de Vrije Evangelische Gemeente. Na vijf jaar stopte hij met het werk als predikant om zich volledig op het academische werk toe te leggen.
Nullens was van 1996 tot 1998 eerst decaan en vervolgens van 1998 tot 2004 rector van deze universiteit. In 2007 werd hij weer benoemd tot rector en was dit tot 2018.
Zijn doctoraat behaalde Nullens in 1995 op het terrein van ecologie en ethiek. Sinds 1998 is hij hoogleraar in de Systematische Theologie en Ethiek. Van zijn hand verscheen in 2006 het boek Verlangen naar het goede. Bouwstenen voor een christelijke ethiek. Zijn academische werk richtte zich vooral op het publieke domein, bedrijfseconomie en leiderschap. Daarna volgden verschillende publicaties, ook internationaal wetenschappelijk. Nullens is een veelgevraagd spreker in Nederland. Hij preekt in protestantse kerken, spreekt over ethiek en leiderschap en vervult een brugfunctie in het debat tussen evangelische, katholieke en reformatorische theologen. De laatste jaren richt hij zich vooral op het  thema van menselijk floreren in relatie tot duurzaamheid en de nieuwe economie. Zo werkte hij leiding aan het onderzoeksproject over het relationele mensbeeld in de economie. 
Sinds 2020 bekleedt Nullens de bijzondere leerstoel "leiderschapsethiek en menswaardige samenleving" aan de Universiteit voor Humanistiek (Utrecht). Als hoogleraar richt hij zich op de ontwikkeling van een alternatief leiderschapsmodel, ten behoeve van een mensgerichte organisatiecultuur en economie. In zijn onderzoek maakt Nullens vooral de brug tussen geesteswetenschappen en leiderschap als sociaal-wetenschappelijke discipline. Hierbij staat het menselijke floreren centraal. 
Nullens doceert ook ethiek aan toekomstige bedrijfscommissarissen bij de Academie van de Nederlandse Vereniging voor Directeuren en Commissarissen (NCD). Hij doet aan consultancy en geeft trainingen vanuit de GalanGroep (afdeling Strategy, Inrichting en Governance). 
- Gemeinsame Normdatei: 1036321142
- International Standard Name Identifier: 0000 0000 7008 5362
- Library of Congress Control Number: n2006080591
- Nationale Bibliotheek van Israël: 987007266025505171
- Nederlandse Thesaurus van Auteursnamen: 147700876
- Système universitaire de documentation: 235013757
- Virtual International Authority File: 98092035
- WorldCat: E39PBJbMcbkfBbPK84jKPB3hHC